# 相對靜止
相對靜止是一個物理用語，物體相對靜止或運動，根據參考系的不同。

## 相對靜止與絕對靜止
根據牛頓運動定律，世界上的物體均為相對靜止，而非絕對靜止。絕對靜止指的是在給定任何參照系下，對於該參照系來說該物體均為相對靜止的。事實上，根據參照系的概念，除非所有物體間的相對運動停止，絕對靜止將不可能存在。幾個世紀以來，由於愛因斯坦的相對論，霍金的時間簡史以及其他著作的涌現，使得絕對靜止在無窮的概念下，變為可能。當宇宙成為無窮小或無窮大時，物質將會“湮滅”。如果物質在該種情形下不復存在， 那麼絕對靜止則變為可能。

## 相對靜止與相對運動
根據參考系的不同，物體又分為相對靜止和相對運動。在就三個物體而言，我們可以根據A與B以及B與C的相對運動關係，來判斷A與C的運動關係。如果A物體相對B物體是相對靜止的，而B物體相對C物體是相對運動的，那麼物體A相對於物體C就是相對運動的。再如，物體A相對物體B是相對靜止的，而物體B相對於物體C也是相對靜止的，那麼物體A相對於物體C也是相對靜止的。

## 外部連結
- Statics for Robotics （页面存档备份，存于）